# Stefanie Hubig

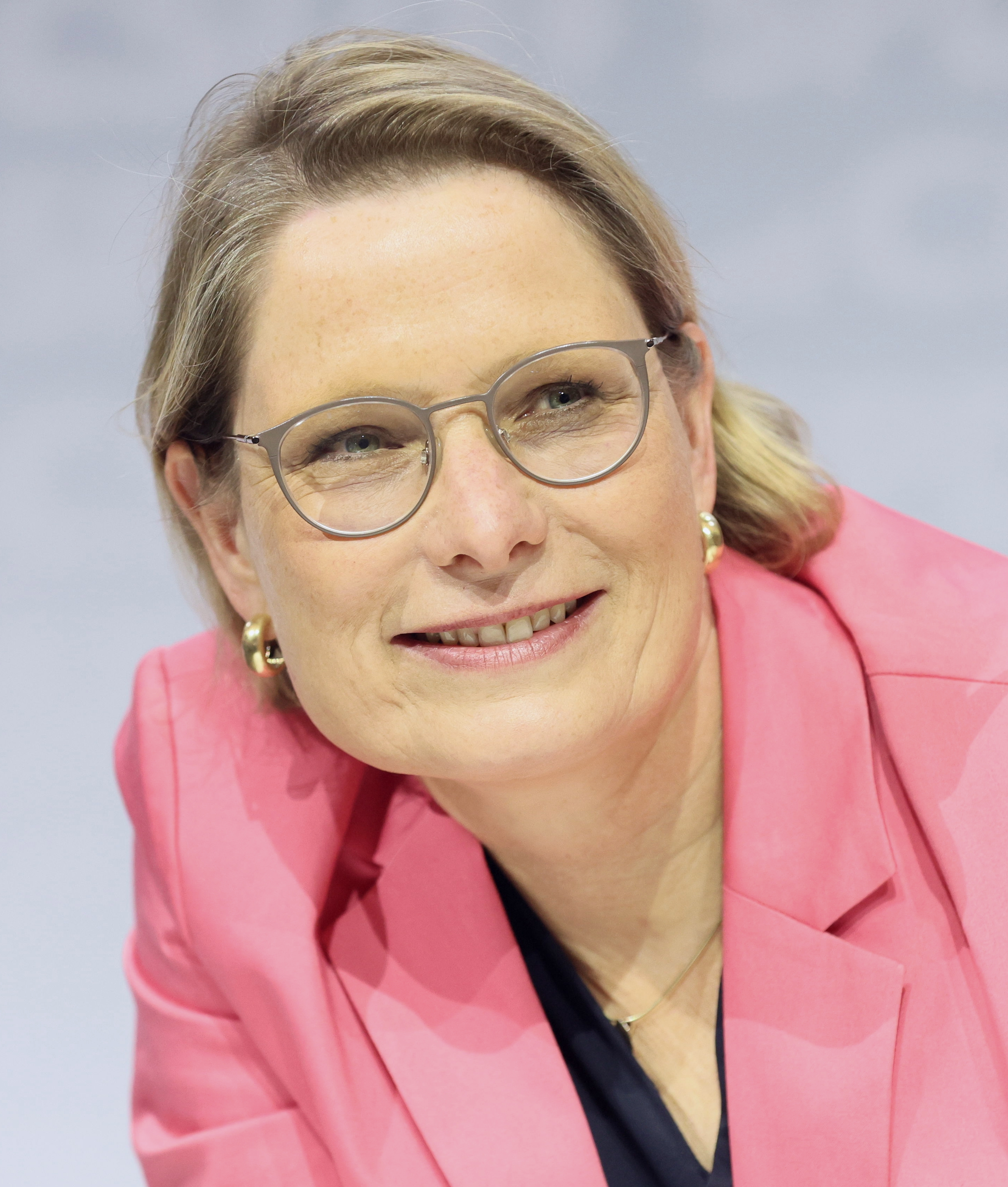
Stefanie Hubig (2025)

Stefanie Hubig (* 15. Dezember 1968 in Frankfurt am Main) ist eine deutsche Politikerin (SPD). Sie ist seit dem 6. Mai 2025  Bundesministerin der Justiz und für Verbraucherschutz im Kabinett Merz. Zuvor war sie von 2016 bis 2025 Ministerin für Bildung des Landes Rheinland-Pfalz.

## Werdegang
Nach dem Abitur 1988 in München studierte Stefanie Hubig Rechtswissenschaften an der Universität Regensburg und bestand 1993 das erste Juristische Staatsexamen, 1995 folgte das zweite Juristische Staatsexamen. 2003 promovierte sie dort bei Ekkehard Schumann mit der Dissertation „Zum Ursprung und Fortleben des Vermögensgerichtsstandes im deutschen Prozeßrecht des 19. Jahrhunderts“ zum Dr. jur.
Von 1996 bis 2000 war sie als Richterin am Landgericht Ingolstadt sowie als Staatsanwältin bei der Staatsanwaltschaft Ingolstadt tätig. Danach wechselte sie als Referentin ins Bundesministerium der Justiz,  in dem sie 2005 zur Referatsleiterin aufstieg. Von 2008 bis 2013 arbeitete Hubig in obersten Landesbehörden der Landesregierung von Rheinland-Pfalz, zunächst als für Justizangelegenheiten und Verfassungsrecht verantwortliche Referentin in der Staatskanzlei, ab 2009 als Leiterin der Abteilung Strafrecht im Ministerium der Justiz (ab 2011: Ministerium der Justiz und für Verbraucherschutz).
Nach der Bundestagswahl 2013 wurde Hubig von Bundesminister Heiko Maas (SPD) am 8. Januar 2014 zur beamteten Staatssekretärin und Amtschefin im Bundesministerium der Justiz und für Verbraucherschutz berufen. Sie übernahm die Verantwortung für die Bereiche Justiz, Rechtspolitik und Verwaltung. In ihrer Amtszeit war sie unter anderem mit der Verschärfung des Sexualstrafrechts befasst.

## Wechsel in die Politik
Bei der Regierungsbildung nach der Landtagswahl in Rheinland-Pfalz 2016 wurde das bisherige Ministerium für Bildung, Wissenschaft, Weiterbildung und Kultur in die beiden Ressorts Ministerium für Bildung und Ministerium für Wissenschaft, Weiterbildung und Kultur aufgeteilt. Am 18. Mai 2016 ernannte Ministerpräsidentin Malu Dreyer (SPD) Stefanie Hubig zur Ministerin für Bildung des Landes Rheinland-Pfalz. Am selben Tag wurde sie zum stellvertretenden Mitglied des Bundesrates bestellt. Im Jahr 2020 war Hubig Präsidentin der Kultusministerkonferenz.
Nach der Bundestagswahl 2025 nahm Hubig an den Koalitionsverhandlungen zwischen CDU/CSU und SPD teil. Am 5. Mai 2025 stellte ihre Partei sie als künftige Bundesministerin für Justiz und Verbraucherschutz im Kabinett Merz vor. Einen Tag später wurde sie nach Friedrich Merz’ Wahl zum Bundeskanzler von Bundespräsident Steinmeier zur Ministerin ernannt.
Mit Blick auf das Agieren des Koalitionspartners CDU/CSU und deren Fraktionsvorsitzenden Jens Spahn äußerte sich Hubig nach einem Bericht auf der Seite yahoo/finanzen gegenüber der Deutschen Presse-Agentur kritisch zu den Vorgängen, die zum Rückzug der Professorin für Öffentliches Recht an der Universität Potsdam Frauke Brosius-Gersdorf von der Kandidatur zur Bundesverfassungsrichterin geführt hatten: „‚Wir brauchen mehr Sorgfalt und Objektivität in unseren Debatten,‘ sagte die SPD-Politikerin. ‚Kampagnen‘ dürften nicht dazu führen, dass man talentierte und qualifizierte Bewerber – und vor allem Bewerberinnen – verliere.  ‚Das ist eine Entwicklung, die wir uns schlichtweg nicht leisten dürfen und die weder im Interesse unseres Rechtsstaats noch des Bundesverfassungsgerichts ist,‘ sagte Hubig. ‚Wir müssen daraus lernen – alle gemeinsam. Es geht um eine bessere Diskussionskultur und darum, solchen Angriffen auf die Demokratie künftig besser standzuhalten.‘ [...] Hubig sagte, sie bedauere den Rückzug von Brosius-Gersdorf sehr und habe großen Respekt vor ihrer Entscheidung. ‚In den vergangenen Wochen waren sie und ihre Familie extremen persönlichen Anfeindungen und Belastungen ausgesetzt. Kampagnenartig gesteuert wurde versucht, Zweifel an einer weithin anerkannten Staatsrechtlerin zu säen.‘ Brosius-Gersdorf wäre fachlich und persönlich eine ausgezeichnete Besetzung für das Bundesverfassungsgericht gewesen.“